# Преступление в Куэнке
Преступление в Куэнке — испанский уголовный процесс, который прославился благодаря цепочке судебных ошибок и неправомерным действиям сотрудников полиции, прибегавших во время допросов к пыткам. В результате обвиняемых осудили на длительные сроки тюремного заключения при отсутствии события преступления. Эта история произошла в испанской провинции Куэнка в 1910 году.

## Предыстория
Двадцативосьмилетний пастух Хосе Мария Гримальдос Лопес по прозвищу El Cepa (Пень), которое получил за свою низкорослость и недалёкость, трудился на ферме Франсиско Антонио Руиса в Тресхункос. Прораб Леон Санчес Гаскон и чернорабочий Грегорио Валеро Контрерас постоянно издевались над пастухом. 21 августа 1910 года Хосе Мария продал несколько своих овец и пропал. Считалось, что он отправился за 4 километра от города к неглубокому озеру в муниципалитете Эль-Педерносо La Celadilla, где купающиеся намазывают себя лечебной грязью.
Через несколько недель после исчезновения Хосе по деревне поползли слухи о возможном убийстве пастуха с целью отнять вырученные с продажи овец деньги. Члены семьи Хосе подали в суд Бельмонте, обвиняя издевавшихся над пастухом Леона и Грегорио. В сентябре 1911 года они были задержаны и допрошены в муниципалитете. Оба были семьянинами и считались хорошими работниками. Дело было прекращено в связи с отсутствием доказательств преступления.

## Новые разбирательства
В 1913 году с приездом в город нового судьи Эмилио Исаса Эченика дело возобновили по настоянию родственников Гримальдос. Прежних подозреваемых вновь арестовали.
Гражданская гвардия жестоко обращалась и пытала задержанных (кормили солёной треской и не давали воду, избивали, вырывали ногти, занимались прочим членовредительством), выбивая из них признание в убийстве пастуха и информацию о местонахождении его трупа. Задержанных допрашивали порознь и сумели поселить недоверие, отчего вскоре они начали наговаривать друг на друга, допуская возможность убийства.
Под пытками и давлением подозреваемые перестали отрицать свою вину и сказали, что ради наживы заманили пастуха на чердак, убили его ударом по голове, а тело расчленили и сожгли. 11 ноября 1913 года, по предписанию муниципального судьи Бельмонте, городской судья из Оса де ла Вега объявил о смерти Хосе Марии Гримальдос Лопеса из Тресхункос, случившейся 21 августа 1910 года между 8:30 и 9:00 часами вечера в результате убийства, совершённого Грегорио Валеро и Леоном Санчесом. На полях значилась пометка: «Тело не может быть идентифицировано, поскольку не обнаружено». 25 мая 1918 года после 7-часового заседания обвиняемых признали виновными в смерти Хосе Марии, судья областного суда приговорил Валеро (30 лет) и Санчеса (30 лет) к 18 годам тюрьмы. К этому времени они уже отбыли в заключении 4,5 года. Усилия стороны защиты ограничивались предотвращением смертной казни (с помощью гарроты), действовавшей в то время. Грегорио отбывал срок в тюрьме Сан-Мигель-де-лос-Рейес в Валенсии, а Леон находился в тюрьме Картахена.
4 июля 1925 года осуждённых помиловали, и они покинули места заключения, отбыв за решёткой 12 лет и 2 месяца от общего срока наказания. Их семьи переживали все эти годы издевательства со стороны односельчан и родственников пастуха Хосе, которые иногда собирались у домов Валеро и Санчеса с кольями и факелами. На свободе Леон смог выжить, занимаясь случайными подработками, а Грегорио отказывались нанимать на работу из-за судимости.

## Неожиданное появление
8 февраля 1926 года священник из Тресхункос получил от священника из муниципалитета Мира письмо, в котором стоял запрос на предоставление крестильного свидетельства Хосе Марии Гримальдоса, который собирается жениться. Священник из Тресхункос, удивлённый такой новостью, решил повременить с ответом. Время шло, терпение Хосе Марии Гримальдоса в ожидании разрешения на брак таяло, и он отправился в Тресхункос. Жители деревни и окрестностей были шокированы возвращением живого пастуха. Судья Бельмонте приказал задержать человека, называвшего себя Хосе Марией Гримальдосом.
Выяснилось, что в 1910 году пастух собирался к озеру на пару дней, но передумал и направился в Кампорроблес (провинция Валенсия), где в прежние годы нанимался в дома пастухом или виноградарем. Там Хосе Мария повстречал крестьянку, от которой у него родились две дочери, и теперь он собрался узаконить отношения. Об участи Грегорио и Леона он не знал, но попросил у них прощения. Он писал письмо сестре лет 7—8 назад, но не получил ответа, хотя имеются факты о получении письма адресатом. Через несколько часов новость подхватили газеты, и известие значительно повлияло на общественное мнение.
После определения личности Гримальдоса министр юстиции потребовал от прокурора Верховного суда начать пересмотр дела осуждённых из Куэнки и подать апелляцию. В распоряжении отмечалось, что «имеются веские основания полагать, что признания Валеро и Санчеса, как основа их обвинения, были получены после неприемлемого, постоянного насилия…».

## Последствия
Верховный Суд отменил решение суда 1918 года по делу преступления в Куэнке. Параллельно с признанием невиновности Санчеса и Валеро Верховный суд установил подлог свидетельства о смерти Хосе Марии Гримальдоса и постановил выплатить невинно осуждённым денежную компенсацию из государственных средств.
Состоялся суд над ответственными за ошибки правосудия. Трое охранников и секретарь суда были оправданы, поскольку лгали в 1918 году под угрозами расправы. Священник, не сообщивший о письме из муниципалитета Мира, где говорилось о живом Хосе Марии, утонул в кадке вина. Несправедливо приговоривший подозреваемых судья Эмилио Исаса Эченик скончался, как утверждали газеты, от стенокардии, но потом выяснилось, что он покончил с собой.
Санчес и Валеро переехали в Мадрид, подальше от родной деревни и людей, которые несправедливо осудили их. В городе в 1929 году им предложили работу охранников в мэрии. В июле 1935 года правительство определило каждому пожизненную пенсию в размере 3000 песет в год с ретроактивным периодом на 5 лет. Леон Санчес Гаскон умер в возрасте 83 лет, Грегорио Валеро Контрерас — в 60. Оба являлись активными членами профсоюза.

## В массовой культуре

### Кинематограф
1979 — режиссёр Пилар Миро сняла фильм «Преступление в Куэнке» по сценарию Лолы Сальвадор Мальдонадо, легшему в основу одноимённой книги под редакцией Аргоса Вергара. Фильм осуждает пытки и оправдывает обвинявшихся в преступлении, возлагая ответственность на гражданскую гвардию. Фильм был допущен к прокату в 1981 году, после того как был просмотрен специальной военной комиссией, и предстал на Берлинском кинофестивале.

## Комментарии
1. ↑  Решение Верховного суда: «с учётом ошибки, повлекшей приговор, решение признано недействительным, поскольку определяло наказание за преступление, которое не совершалось, что подтверждает тем самым невиновность Грегорио Валеро и Леона Санчеса». Приговор от 10 июля 1926 года при повторном слушании дела.